# Por México al Frente
Por México al Frente (antes llamado Frente Ciudadano por México, Frente Amplio Democrático y Frente Amplio Opositor) fue una coalición política mexicana conformada por el Partido Acción Nacional (PAN), el Partido de la Revolución Democrática (PRD) y el Movimiento Ciudadano (MC) para competir en las elecciones federales de 2018.

## Historia

Estados de México donde la coalición presenta candidatos a diputados federales y senadores.

### Antecedentes
La primera ocasión que el PAN y el PRD establecieron una alianza fue en las elecciones estatales de San Luis Potosí de 1991 y su primer triunfo conjunto fue en las elecciones estatales de Nayarit de 1999. De 1991 a 2017 ambos partidos se aliaron en 21 ocasiones, en 16 estados distintos, triunfando en 11 comicios.
La derrota del PAN y el PRD en las Elecciones federales en México de 2012, así como la salida de Andrés Manuel López Obrador del PRD, generó que estos dos partidos se acercaran a pesar de los roces obtenidos en las elecciones de 2006.

### Conformación
El 4 de septiembre de 2017 se dio a conocer la creación de una coalición rumbo a las elecciones de 2018 bajo el nombre Frente Ciudadano por México, integrada por el Partido Acción Nacional (PAN), el Partido de la Revolución Democrática (PRD) y Movimiento Ciudadano (MC). La alianza electoral presentó un candidato común en las elecciones con el objetivo de derrotar a los abanderados del PRI y MORENA, según los promotores del acuerdo «no es una alianza tradicional de partidos sino un frente amplio, algo mucho más robusto con académicos, intelectuales, organizaciones de la sociedad civil y ciudadanos», incluso algunos dirigentes como Dante Delgado, coordinador nacional de Movimiento Ciudadano, han dicho que el acuerdo irá más allá del proceso electoral. El 5 de septiembre el frente fue registrado oficialmente ante el Instituto Nacional Electoral.
Los partidos integrantes no han confirmado si la coalición únicamente concurrirá a las elecciones presidenciales o si presentarán listas conjuntas en las votaciones para diputados, senadores y en las elecciones locales. Algunos integrantes de los tres partidos ya han mostrado su rechazo a la medida y anunciaron que no repetirán esas alianzas en las elecciones locales, aunque en los hechos el Frente está diseñado desde el inicio para considerar una alianza de alcance nacional, y considera en su diseño, la posibilidad de permitir candidaturas separadas en distritos específicos, o en el ámbito estatal.
El día 8 de diciembre se registraron ante el INE como coalición electoral denominada Por México al Frente, a su vez, los dirigentes nacionales del PAN y el PRD, renunciaron a sus puestos. El primero, Ricardo Anaya, para buscar la candidatura presidencial y Alejandra Barrales, del PRD, para buscar la candidatura a la jefatura de gobierno de la Ciudad de México.

## Resultados electorales

### Presidencia de México
|  | 17.66 % |

|  | 22.28 % |

|  | 2.83 % |

|  | 1.79 % |

### Cámara de Senadores
|  | 17.59 % |

|  | 27.54 % |

|  | 5.26 % |

|  | 4.68 % |

### Cámara de Diputados
|  | 17.93 % |

|  | 27.64 % |

|  | 5.29 % |

|  | 4.42 % |

### Gubernaturas
|  | 9.34 % |

|  | 49.83 % |

|  | 38.14 % |

|  | 19.35 % |

|  | 38.39 % |

|  | 31.02 % |

|  | 39.55 % |

|  | 14.05 % |